# إبراهام إسكوديرو مونتويا
إبراهام إسكوديرو مونتويا (بالإسبانية: Abraham Escudero Montoya)‏ هو عالم عقيدة كولومبي، ولد في 24 يناير 1940، وتوفي في 6 نوفمبر 2009.